# Угаљ
Угаљ је црна или црно-смеђа седиментна стена органског порекла која има способност горења, па се користи као фосилно гориво које се вади из земље рударским методама. Састоји се примарно од угљеника и угљоводоника, али и других супстанци. Веома је важно гориво и извор електричне енергије. На пример, у САД сагоревањем угља се добија половина потребне електричне енергије, док у Србији учествује у укупној потрошњи преко 50%, док у производњи струје енергетски учествује са преко 85% (у термоелектранама). У финалној потрошњи угаљ (уз кокс и сушени лигнит) учествује са 14%. Производња угља бољих квалитета у Србији је ниска и са трендом даљег опадања.
Угаљ настаје када се мртва биљна материја распада у тресет, и када се дејством топлоте и притиска у дубоким слојевима Земље претвара у угаљ током милиона година. Огромна налазишта угља потичу из бивших мочвара - званих шуме угља - које су покривале већи део тропских копнених подручја Земље током касног карбона (пенсилванијана) и перма.
Угаљ се првенствено користи као гориво. Иако је угаљ познат и коришћен хиљадама година, његова употреба била је ограничена пре индустријске револуције. Изумом парне машине повећана је потрошња угља. Према подацима из 2016. године угаљ остаје важно гориво, јер је око четвртине светске примарне енергије и две петине електричне енергије генерисано из угља. Производња гвожђа и челика и део других индустријских процеса се спроводи уз сагоревање угља.
Вађење и употреба угља узрокује знатан број прераних смрти и увећану заступљеност болести. Индустрија угља штети животној средини, укључујући климатске промене, јер је то највећи антропогени извор угљен диоксида, 14 гигатона (Gt) у 2016. години, што је 40% укупне емисије фосилних горива и скоро 25% укупних глобалних емисија гасова са ефектом стаклене баште. Као део светске енергетске транзиције, многе земље су престале да користе или користе мање угља, а генерални секретар УН-а затражио је од влада да зауставе изградњу нових погона до 2020. Коришћење угља достигло је врхунац 2013. године, али да би се постигао циљ Париског споразума да се глобално загревање одржи знатно испод 2 °C (3,6 °F), употреба угља би требало да се преполови од 2020. до 2030.
Највећи потрошач и увозник угља је Кина. Кина ископава готово половину светског угља, а њој следи Индија са око једне десетине. На Аустралију отпада око трећине светског извоза угља, затим следе Индонезија и Русија.

## Класификација угља
Постоје разне методе за класификацију према пореклу, намени, старости, топлотној моћи и другим особинама угља.
Према класификацији Економске комисије ОУН за Европу постоји само подела на камени и мрки угаљ. Камени угаљ има топлотну моћ, без пепела, од 23,87 МЈ/kg и више. Испод те границе су врсте мрког угља, где се лигнит такође рачуна у ту групу. Међутим у неким приказима се одвојено приказује и лигнит где се граница топлотне моћи угља вреднује да је 12,5 МЈ/kg.
Лигнит се одликује очуваном дрвенастом структуром, бледо су мрке или прљаво жуте боје. Садржај угљеника је 60 до 65%, изузетно до 70%, водоника до 5,5% у сувој материји, кисеоника 25 до 30%, пепела 7 до 14% и влаге 40 до 50%. Топлотна вредност износи од 6 до 12,5 МЈ/kg, уз известан садржај сумпора.
Битуменски угаљ или смеђи угаљ  се дели на више подгрупа. Критеријум за класификацију је количина испарљивих супстанци. Антрацит има 4 до 7% испарљивих супстанци, полуантарцит , 12 до 18%, масени камени угаљ 18 до 35%, гасни камени 33 до 38% и гаснопламени угаљ са 37 до 45% испарљивих супстанци. Садрже угљеника 80 до 98%, пепела 0,5 до 40%, кисеоника око 5%, водоника око 5%, а топлотна моћ се креће од 25 до 36 МЈ/kg.

## Настанак угља
Процес настанка угља је у потпуности објашњен. Процес настанка дели се на две фазе:
- припремна фаза или фаза хумификације

У овој фази се врши акумулација , измена и трансформација органске супстанце у тресет, односно саперол. Ово се остварује на површини земље у воденој средини, под дејством микробиотичког фактора и у анаеробним условима. Фаза траје десетинама хиљада година.
- фаза угљенификације (карбонизације)

Ова фаза обухвата процесе у којима се тресет, односно сапропел, путем  дијагенезе и метаморфизма претварају у лигнит, мрки угаљ, камени угаљ и антрацит. Ова фаза се одвија у деловима Земљине коре где постоје анаеробни услови и адекватан притисак и температура. У овом процесу се остварује повећање процента угљеника у органској супстанци, уз смањивање процента кисеоника, водоника и азота.

## Нова открића о настанку угља
Истраживања су показала да су за настанак угља потребни милиони година деловања топлоте и притиска, као што се претпостављало. Последњих година, неколико лабораторија је открило начин како да се ћумур направи брзо, за сат или највише неколико дана. Овакви процеси чак не захтевају велики притисак, али је висока температура неопходна. Тада се загревање мора извршити тако, да се органски материјал изолује од кисеоника, како се не би запалио. Процес захтева топлоту да би био започет, али када се једанпут стартује, процес производи сопствену топлоту и притисак.
Оваквој хемијској реакцији потребан је катализатор, који је потребан да би се реакција брзо одвијала. Тај катализатор је извесни тип глине, обично добијен од вулканског пепела. Интересантно је да скоро сва лежишта угља имају испод себе такав слој глине. Танки вулкански слојеви глине, које неки називају „раздељци“, су такође пронађени у угљу, и често материјал вулканског порекла сам излази из органског материјала, и формира „замке“ у којима је угаљ формиран.
Ови глинени раздељци су сами по себи врло интересантни. Много пута ови танки, равни слојеви прекривају хиљаде квадратних километара површина. Насупрот овим, слични пространи танки слојеви не постоје у модерним тресетним мочварама, где су површине сасвим таласасте, са многим косим каналима и местима локалних узвишења. Не постоји тако нешто у тресетним мочварама као што је равна површина. Изгледа да би се тресет пре морао акумулирати рапидно под одговарајућим условима, а такви одговарајући услови се не јављају у тресетним мочварама.
Дана 18. маја 1980. експлозија планине Света Хелена опустошила је 400 km² шуме, северно од ове планине. За кратко време, преко милион стабала је пливало у језеру Спирит, опкољено великом количином органског материјала и вулканског пепела. За само неколико година, органски талог, сачињен углавном од коре дрвећа и распаднутог материјала дрвећа, заједно са вулканским пепелом, акумулирао се на дну језера. Овај „тресет“ је имао умногоме исти састав и геометрију као угаљ. Многи делови коре су се нагомилавали једни преко других међусобним тарењем пливајућих стабала и тоњењем на дно. Од тада се зна да је тврди, црни појас у угљу у ствари „мумифицирана кора“, и тресет у Спирит језеру изгледа као веома погодан за настанак угља.
Оно што је још интересантније јесте, да је много пливајућих стабала тонуло у воду, и када су падали на дно, корен као крајњи део стабла се први укопавао у органски муљ и распаднуту кору дрвећа на дну језера. Како се настављала акумулација органског материјала, и како су се одвијали вулкански и ерозиони процеси, нагомилавали су се вулкански пепео и остали седименти у језеро. Ако би се седиментација наставила.
Не само да овај тресет личи на савремене слојеве угља по особинама и геометрији, него је и глина вулканског порекла обилно присутна. Ако би дошло до поновне ерупције из ове планине, слој врелог материјала, који би се наталожио преко слојева тресета, учинио би да брзо дође до претварања у угаљ, који би личио на слојеве битуминозног угља којег налазимо данас у Кучеву и Кучајни.

## Индустрија угља
Годишње се произведе око 8000 Мт угља, од чега око 90% каменог угља и 10% лигнита, нешто више од половине је из подземних рудника. Приликом подземне експлоатације се догоди више несрећа, него што је то случај са површинским ископавање. Не објављују све земље статистику о рударским несрећама, тако да су светски подаци несигурни, али сматра се да се већина смртних случајева догоди у рударским несрећама у Кини : у 2017. години у Кини је било 375 смртних случајева повезаних са експлоатацијом угља.  Већина угља који се вади је термални угаљ (који се такође назива парни угаљ, јер се користи за производњу паре), али металуршки угаљ (који се назива и „угљен“ или „коксни угаљ“, јер се користи за производњу кокса за производњу гвожђа) чини 10% до 15% глобалне употребе угља.

## Резерве угља
Највеће резерве угља су на северној хемисфери првенствено између 35 и 50 степени северне географске ширине. Резерве угља су добро истражене, поготово у развијеним земљама. Са тренутном годишњом потрошњом од око 8,7 милијарди тона годишње (каменог и мрког угља) и 0,9 милијарди тона лигнита потенцијално има довољно угља за 133 година експлоатације. Тренутнон је само мали део ових резерви на располагању за експлоатацију, тако да се резерве угља, који је тренутно доступан, процењују на 20 година.
| Доказане резерве угља | Доказане резерве угља |
| врста угља            | милијарди тона        |
| --------------------- | --------------------- |
| Камени угаљ           | 510                   |
| Мрки угаљ             | 279                   |
| Лигнит                | 196                   |
| Укупно                | 987                   |

Расподела резерви овог енергента је неравномерна. Свега 6 земаља располаже са 75% свих светских резерви. У последњих неколико година су додатна истраживања још увећала износе резерви.
| Топ-листа земаља са највећим резервама угља | Топ-листа земаља са највећим резервама угља |
| Земља                                       | %                                           |
| ------------------------------------------- | ------------------------------------------- |
| САД                                         | 25                                          |
| Русија                                      | 16                                          |
| Кина                                        | 12                                          |
| Аустралија                                  | 9                                           |
| Индија                                      | 7,5                                         |
| Немачка                                     | 6                                           |

## Производња електричне енргије

### Процес предсагоревања
Рафинисани угаљ је производ унапређене технологије која уклања влагу и одређене загађиваче из угља нижег ранга као што су суб-битуменски и лигнитни (смеђи) угаљ. То је један од неколико третмана и процеса предсагоревања угља који мењају карактеристике угља пре него што сагоре. Побољшања топлотне ефикасности могу се постићи побољшаним предсушењем (посебно релевантно код горива са високом влагом, попут лигнита или биомасе).  Циљеви технологија сагоревања угља су повећање ефикасности и смањење емисије када се угаљ сагорева. Технологија предсагоревања се понекад може користити као додатак технологијама сагоревања за контролу емисија из котлова на угаљ.

### Термоелектране
У термоелектранама се примењује класичан систем сагоревања угља. Продукти сагоревања су пепео и шљака, које је касније неопходно депоновати .  Топлота пећи претвара воду из котла у пару, која се затим користи за предење турбина које окрећу генераторе и стварају електричну енергију.  Термодинамичка ефикасност овог процеса варира између око 25% и 50% у зависности од третмана пред сагоревање, турбинске технологије (нпр. Суперкритични генератор паре ) и старости постројења.

## Потрошња
Према постојећим подацима је последњих година од укупне количине ископаног угља 76% искоришћено за производњу електричне енергије.
У структури укупне потрошње енергије угаљ је са 24,9% у 1973. години варирао на 23,5% у 1999. години. 
У производњи електричне енергије угаљ учествује са око 40%. Овај однос се није значајније мењао последњих 30 година и сада износи око 4800 TWh годишње.

## Утицај на људско здравље
Приликом сагоревања угља у постројењима долази до емисије гасова, попут угљен-диоксида, сумпор диоксида, тешких метала и загађујућих честица које имају лош утицај на здравље људи. Напори широм света да се смањи употребу угља довели су до тога да су неки региони прешли на природни гас и производњу електричне енергије помоћу других извора